# Sparkasse Fulda
Die Sparkasse Fulda ist das größte ortsansässige regionale Kreditinstitut in Osthessen. Ihr Geschäftsgebiet umfasst die Stadt Fulda und den Landkreis Fulda. An 33 mitarbeiterbesetzten Standorten (Stand: 2020) bietet sie ihren ca. 150.000 Kunden Finanzdienstleistungen in den Bereichen Zahlungsverkehr, Geldanlage, Finanzierung, Versicherung, Bausparen und Immobilienvermittlung an.

## Organisation und Struktur
Das Kreditinstitut ist eine Anstalt des öffentlichen Rechts, Träger sind die Stadt Fulda und der Landkreis Fulda. Den besonderen rechtlichen Rahmen, in dem sich die Sparkasse bewegt, bilden zum einen die EU-weit gültige Kapitaladäquanzverordnung (CRR) und das deutsche Kreditwesengesetz (KWG) mit zahlreichen daraus abgeleiteten Verordnungen und verbindlichen aufsichtsrechtlichen Vorgaben, zum anderen das Hessische Sparkassengesetz (HSpG) und die von Kreistag und Stadtverordnetenversammlung erlassene Satzung. Zuständige Behörden sind die Bundesanstalt für Finanzdienstleistungsaufsicht (BaFin), die Deutsche Bundesbank sowie die Sparkassenaufsicht beim Regierungspräsidium Kassel.
Gesetzlicher Vertreter der Sparkasse ist ein dreiköpfiger Vorstand. Er leitet die laufenden Geschäfte und ist für die ordnungsgemäße Geschäftsorganisation verantwortlich. Der Verwaltungsrat bestimmt insbesondere die Richtlinien der Geschäftspolitik und überwacht die laufende Geschäftsführung. Er besteht aus fünfzehn Personen. „Geborene“ Mitglieder sind der Landrat des Landkreises Fulda und der Oberbürgermeister der Stadt Fulda. Sie wechseln sich alle zwei Jahre im Vorsitz des Verwaltungsrats ab. Weitere acht Mitglieder entsenden Kreistag und Stadtverordnetenversammlung. Fünf Mitglieder werden von den Mitarbeiterinnen und Mitarbeitern der Sparkasse Fulda gewählt.

## Geschäftsvolumen
Die Sparkasse Fulda wies im Geschäftsjahr 2023 eine Bilanzsumme von 4,093 Mrd. Euro aus und verfügte über Kundeneinlagen von 3,262 Mrd. Euro. Gemäß der Sparkassenrangliste 2023 liegt sie nach Bilanzsumme auf Rang 121. Sie unterhält 33 Filialen/Selbstbedienungsstandorte und beschäftigt 686 Mitarbeiter.

## Sparkassen-Finanzgruppe
Die Sparkasse Fulda ist Teil der Sparkassen-Finanzgruppe und gehört damit auch ihrem Haftungsverbund an. Er sichert den Bestand der Institute und sorgt dafür, dass sie auch im Fall der Insolvenz einzelner Sparkassen alle Verbindlichkeiten erfüllen können. Die Sparkasse vermittelt Bausparverträge der regionalen Landesbausparkasse, offene Investmentfonds der Deka und Versicherungen der SV SparkassenVersicherung. Im Bereich des Leasing arbeitet die Sparkasse Fulda mit der  Deutschen Leasing zusammen. Die Funktion der Sparkassenzentralbank nimmt die Landesbank Hessen-Thüringen wahr.

## Geschichte
Adalbert von Harstall, der letzte Fuldaer Fürstbischof, gründete im Jahr 1789 eine Städtische Vorschusskasse. In der ersten Hälfte des 19. Jahrhunderts entstanden in der Rhön und im Hünfelder Land zahlreiche kleine Sparkassen. Die Sparkasse Fulda in ihrer heutigen Gestalt ging am 1. April 1998 aus einem Zusammenschluss der Kreissparkasse Fulda und der Städtischen Sparkasse und Landesleihbank Fulda hervor.